# Končiny (Zábrodí)
Končiny (německy Kontschin) je místní část obce Zábrodí v okrese Náchod. Tvoří ji jižní část vesnice Kostelecké Končiny a vesnice Zábrodské Končiny. Nachází se asi 1,5 km na severovýchod od Zábrodí. V roce 2009 zde bylo evidováno 58 adres. V roce 2001 zde trvale žilo 130 obyvatel.
Končiny leží v katastrálním území Zábrodí o výměře 4,84 km2.